# Tracy Middendorf
Tracy Lynn Middendorf (26 de janeiro de 1970) é uma atriz estadunidense.

## Biografia

### Vida pessoal
Middendorf nasceu em Miami Beach na Florida. Ela estudou na Pickens High School em Jasper em Georgia. Em 1987, durante seu último ano, ela deixou a cidade para estudar teatro em Miami e mais tarde estudou na universidade SUNY Purchase. Middendorf é casada e tem dois filhos com Franz Wisner, autor do livro bem recebido Honeymoon with My Brother.

### Carreira
Middendorf invadiu a televisão interpretando Carrie Brady na novela Days of our Lives em 1992, substituindo Christie Clark até seu retorno em 1993. Desde então, ela tem feito muitos personagens coadjuvantes em vários filmes e freqüentes aparições episódicas na televisão, como a personagem Tina no primeiro episódio Angel, a infiel noiva Risa Helms em dois episódios de Ally McBeal, interpretou Laura Kingman em seis episódios de 90210. Em 2005 ela interpretou uma mãe preocupada em House MD. Em 2012 ela foi convidada pelo diretor brasileiro Bruno Barreto para integrar no elenco do filme brasileiro: Reaching for the Moon (Flores Raras) com Miranda Otto e Glória Pires.

## Filmografia
| Ano       | Nome                                         | Personagens                     | Notas                                                           |
| --------- | -------------------------------------------- | ------------------------------- | --------------------------------------------------------------- |
| 1992      | One Stormy Night                             | Caroline Anna 'Carrie' Brady    | Filme para TV                                                   |
| 1993      | Days of our Lives                            | Caroline Anna 'Carrie' Brady    | Filme para TV                                                   |
| 1993      | Beverly Hills, 90210                         | Laura Kingman                   | 1993-1994 (6 Episódios)                                         |
| 1994      | New Nightmare                                | Julie                           |                                                                 |
| 1995      | Ed McBain's 87th Precinct: Lightning         | Dorothy                         | Filme para TV                                                   |
| 1995      | Milestone                                    | Sarah                           |                                                                 |
| 1995      | McKenna                                      | Skates                          | Episódio: "Racing in the Streets"                               |
| 1995      | The Client                                   | Denise                          | Episódio: "Happily Ever After"                                  |
| 1996      | Murder, She Wrote                            | Erin Garman                     | Episódio: "The Dark Side of the Door"                           |
| 1996      | Star Trek: Deep Space Nine                   | Ziyal                           | Episódio: "For the Cause"                                       |
| 1997      | Dying to Belong                              | Kim Lessing                     | Filme para TV                                                   |
| 1997      | Touched by an Angel                          | Amethyst                        | Episódio: "Last Call"                                           |
| 1997      | Perversions of Science                       | Cheerleader                     | Episódio: "Panic"                                               |
| 1997      | The Practice                                 | Jennifer Cole                   | Episódio: "Betrayal"                                            |
| 1998      | L.A. Doctors                                 | Alice Springs                   | Episódio: "Under the Radar"                                     |
| 1999      | Chicago Hope                                 | Jesse Porter                    | Episódio: "Teacher's Pet"                                       |
| 1999      | Millennium                                   | Cass Doyle                      | Episódio: "Darwin's Eye"                                        |
| 1999      | For Love of the Game                         | Blonde Player's Wife            |                                                                 |
| 1999      | Angel                                        | Tina                            | Episódio: "City of"                                             |
| 1999      | Ally McBeal                                  | Risa Helms                      | Episódio: "Car Wash" Episode: "Heat Wave"                       |
| 2000      | The Practice                                 | Jennifer Cole                   | Episódio: "Officers of the Court"                               |
| 2000      | The X Files                                  | Gracie O'Connor                 | Episódio: "Signs & Wonder"                                      |
| 2001      | Family Law                                   | Amanda Grant                    | Episódio: "Americans"                                           |
| 2001      | Gideon's Crossing                            | Becky Lasker                    | Episódio: "The Way"                                             |
| 2001      | Six Feet Under                               | Adele Swanson                   | Episódio: "The Will"                                            |
| 2002      | The Practice                                 | Jennifer Cole                   | Episódio: "The Return of Joey Heric"                            |
| 2002      | The Time Tunnel                              | Sheila Phillips                 | Filme para TV                                                   |
| 2002      | JAG                                          | Mariel Reese                    | Episódio: "Code of Conduct"                                     |
| 2002      | Any Day Now                                  | Tanya Meyer                     | Episódio: "Call Him Macaroni"                                   |
| 2002      | Night Visions                                | Lucinda                         | Episódio: "Harmony"                                             |
| 2002      | The Division                                 | Kimberly                        | Episódio: "Before the Deluge" Episódio: "Sweet Sorrow"          |
| 2002      | 24                                           | Carla Matheson                  | 4 Episódios                                                     |
| 2003      | Alias                                        | Elsa Caplan                     | Episódio: "A Free Agent" Episódio: "Endgame"                    |
| 2003      | The Guardian                                 | Laura Donnellon                 | Episódio: "Hazel Park"                                          |
| 2003      | CSI: Crime Scene Investigation               | Bridget Willis                  | Episódio: "Lucky Strike"                                        |
| 2004      | Cold Case                                    | Rebecca Morgan / Linda Frandsen | Episódio: "Maternal Instincts"                                  |
| 2004      | The Assassination of Richard Nixon           | Businesswoman                   |                                                                 |
| 2004      | Medical Investigation                        | Anne Harring                    | Episódio: "Escape"                                              |
| 2004      | The Perfect Husband: The Laci Peterson Story | Amber Frey                      | Filme para TV                                                   |
| 2005      | House MD                                     | Sarah Reilich                   | Episódio: "Cursed"                                              |
| 2006      | Mission: Impossible III                      | Ashley                          |                                                                 |
| 2006      | El Cortez                                    | Theda                           |                                                                 |
| 2006      | Without a Trace                              | Audrey West                     | Episódio: "The Thing with Feathers"                             |
| 2007      | Shark                                        | Wendy Phillips                  | Episódio: "Wayne's World 2: Revenge of the Shark"               |
| 2007      | Lost                                         | Bonnie                          | Episódio: "Greatest Hits" Episódio: "Through the Looking Glass" |
| 2007      | Law & Order: Special Victims Unit            | Sarah Flint                     | Episódio: "Snitch"                                              |
| 2008      | Just Add Water                               | Nora                            |                                                                 |
| 2009      | CSI: Crime Scene Investigation               | Belinda Mayfield                | Episódio: "Working Stiffs"                                      |
| 2009      | Bones                                        | Gaynor Rabin                    | Episódio: "The Tough Man in the Tender Chicken"                 |
| 2010      | Boardwalk Empire                             | Babbette                        | Episódio: "Pilot" Episódio: "Anastasia"                         |
| 2010      | The Mentalist                                | Jane Doe                        | Episódio: "Aingavite Baa"                                       |
| 2010      | Boy Wonder                                   | Mary Donovan                    |                                                                 |
| 2011      | Criminal Minds                               | Lyla                            | Episódio: "Proof"                                               |
| 2013      | Reaching for the Moon                        | Mary                            |                                                                 |
| 2015-2016 | Scream                                       | Maggie (Daisy)                  | Elenco principal                                                |